# ナガサキツノゴケ
ナガサキツノゴケ（Anthoceros punctatus）は、ツノゴケ植物門に属する種の一つ。

## 分布
日本を含む北半球やアフリカに広く分布する。

## 特徴
庭先や畑などに、直径1cmほどの黄緑色のロゼットを形成して生育している。植物体内には空洞があり、そこにネンジュモ属の種のコロニーが形成され、共生関係を構築している。雌雄同体で、胞子体は円柱形で長さ1-2cm。胞子は黒色で直径約40μm、弾糸は暗褐色。

## 近縁種

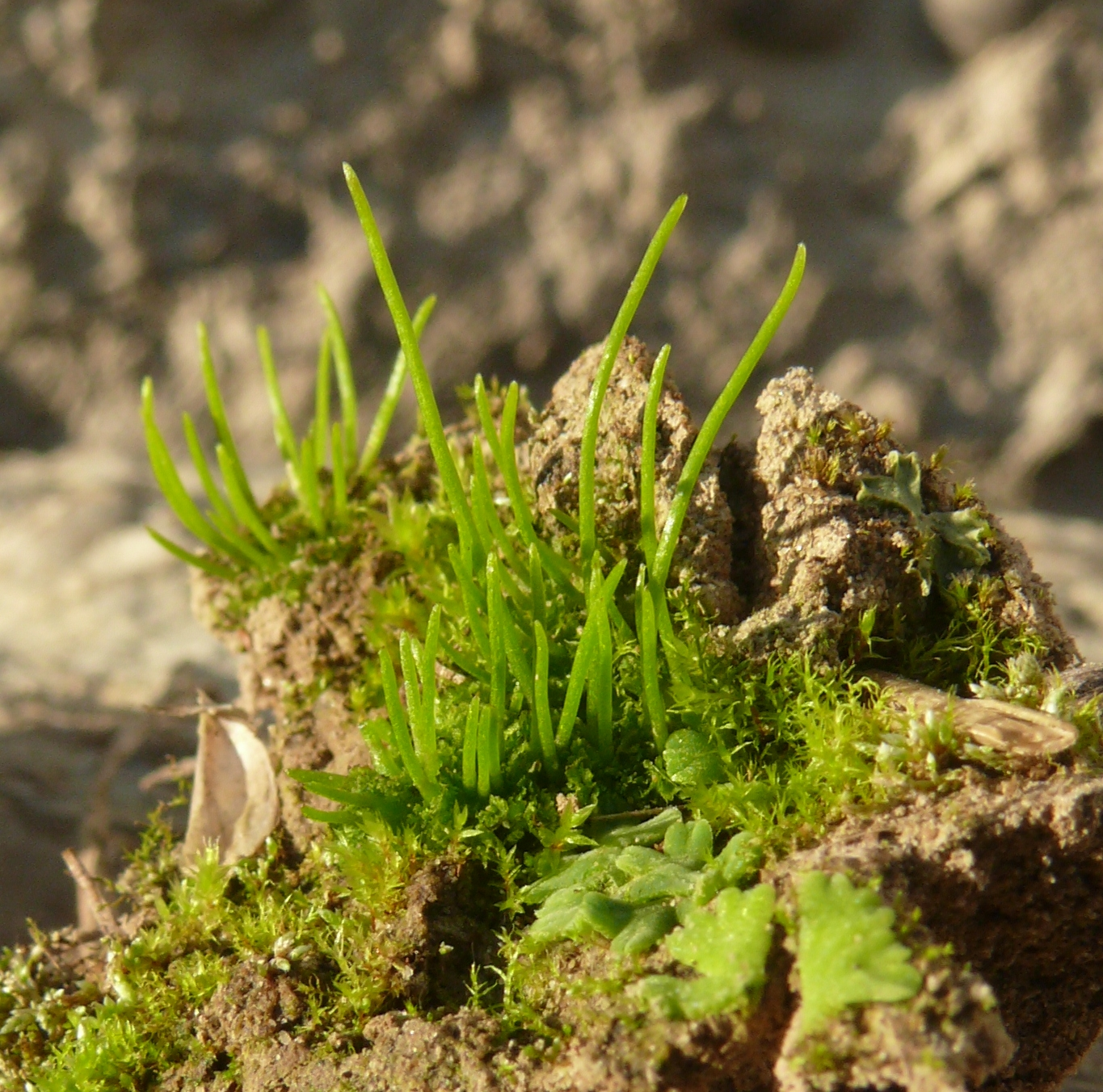
近縁種の Anthoceros agrestis

同属の Anthoceros agrestis と極めて類似する。ナガサキツノゴケと A. agrestis は、有性器官のサイズの違いだけで区別されている。